# Metade-Metade
Metade-Metade é o nono álbum de estúdio da fadista portuguesa Aldina Duarte, lançado em 2024 pela Sony Music Portugal. O álbum conta 11 temas com letra da rapper Capicua.
A fadista debruça-se neste álbum sobre temas relativos ao clima, à pobreza e ao 25 de Abril de 1974, para além de se focar no tema do amor universal. O título do álbum deve-se ao facto de a artista considerar que a letrista teve um papel e presença importante no disco.
| “                                                       | O que me estava verdadeiramente a preocupar, nesta altura da história da humanidade, são as questões climáticas, que acho uma prioridade que as pessoas estão sempre a descurar, nem percebo como, pois é a sobrevivência da espécie humana, não do planeta. O planeta vai ficar como ficou sempre. Nós é que ‘vamos à vida’, como se costuma dizer. E há tantos recursos e uma evolução tecnológica e afins. Mas a pobreza continua a aumentar. Isso para mim é um ‘non-sense’ completo, é sinal que está tudo muito estragado e a ir no mau caminho. E era isto que eu tinha para dizer. | ” |
| — Aldina Duarte, Entrevista a Comunidade Cultura e Arte | |   |

Para além da tradicional guitarra portuguesa, o álbum inclui harpa e piano.

## Faixas
| N.º | Título                    | Música                       | Duração |  |
| 1.  | "Araucária"               | Júlio Proença (fado modesto) | 4:29    |  |
| 2.  | "Aprendiza"               |                              | 4:04    |  |
| 3.  | "Pisco-de-Peito-Ruivo"    |                              | 3:10    |  |
| 4.  | "Primavera"               |                              | 2:33    |  |
| 5.  | "Majestade [25 de Abril]" |                              | 2:54    |  |
| 6.  | "A Dúvida"                |                              | 5:01    |  |
| 7.  | "Versículo"               |                              | 3:15    |  |
| 8.  | "Tentativa"               |                              | 3:17    |  |
| 9.  | "Duas Mãos"               |                              | 3:39    |  |
| 10. | "Praia da Adraga"         |                              | 2:46    |  |
| 11. | "Eterno Retorno"          |                              | 4:54    |  |

## Créditos

### Instrumentistas
- Bernardo Brandão - guitarra portuguesa
- Rogério Ferreira - viola
- Ana Isabel Dias - harpa
- Joana Sá - piano